# Liuhebafa
Liuhebafaquan (六合八法拳; Pinyin: liùhébāfǎquán) (letteralmente Pugilato delle Sei Armonie e Otto Metodi ) è un'arte marziale cinese interna. È stata chiamata "Liuhebafa di Xinyi" 心意六合八法拳 e viene anche chiamata "water boxing" (水拳, shuǐquán, combattimento liquido) per i suoi principi.

## Storia
L'origine e lo sviluppo dell'arte sono spesso attribuiti al saggio taoista della dinastia Song Chen Tuan (Chén Tuán 陳 摶, noto anche come Chén Xīyí 陳 希夷 o con il suo soprannome, Chen Po). Era associato al monastero taoista di Huashan sul monte Hua nella provincia dello Shaanxi .
La forma Liuhebafa "Zhú Jī 築 基" fu insegnata alla fine degli anni '30 a Shanghai e Nanjing da Wu Yihui (1887-1958). Si dice che abbia imparato l'arte da tre insegnanti: Yan Guoxing, Chen Guangdi (che ha imparato l'arte da un monaco, Da Yuan e un taoista, Li Chan) e Chen Helu.
Una delle possibili spiegazioni per le somiglianze con altre arti marziali come Xingyiquan, Baguazhang, T'ai chi e Yiquan è che molti degli studenti di Wu Yihui avevano precedenti conoscenze di arti marziali e hanno modificato la forma per fonderla con le proprie..

## Sei Armonie e Otto Metodi
Le sei armonie e gli otto metodi sono i principi guida della Liuhebafa, che le danno il nome.

### Sei Armonie, 六合
1. 體合於心 ( Pinyin : tǐ hé yū xīn) Corpo e mente si combinano
2. 心合於意 (xīn hé yū yì) Mente e Intento si combinano
3. 意合於氣 (yì hé yū qì) Intento e Chi si combinano
4. 氣合於神 (qì hé yū shén) Chi e Spirito si combinano
5. 神合於動 (shén hé yū dòng)  spirito e movimento si combinano
6. 動合於空 (dòng hé yū kōng) Movimento e vacuità si combinano

### Otto metodi, 八 法
1. 氣 (qì) Chi
2. 骨 (gǔ) Osso
3. 形 (xíng) Forma
4. 隨 (suí) Segui
5. 提 (tí) Salire
6. 還 (huán) Ritornare
7. 勒(lè) Conservare
8. 伏 (fú) Nascondere

## Le forme
Il sistema Liuhebafa, chiamato Huayue Xiyi Men, come insegnato da Wu Yihui, contiene diverse forme (套路 taòlù), comprese le forme a mani nude e con armi, nonché metodi di qigong.

### Forme a mani nude
- 三盤十二勢 Sān Pán Shí Èr Shì - 3 Divisioni, 12 Spiriti (1. Drago, 2. Fenice, 3. Tigre, 4. Gru, 5. Leopardo, 6. Scimmia, 7. Orso, 8. Oca, 9. Serpente, 10. Falco, 11. Roc, 12. Qilin)
- 築 基 Zhú Jī - Scoprendo le Fondazioni
- 呂紅八勢 Lǚ Hóng Bā Shì - 8 Essenze del pugno di Lǚ Hóng's
- 龍虎戰 Lóng Hǔ Zhàn - Tigre e Dragone combattono
- 螫龍遊 Zhē Lóng Yóu - Il Drago Spirale Nuota
- 螫龍拳 Zhē Lóng Quán - Pugno del Drago Spirale

### Forme con armi
- 心意棍 Xīn Yì Gùn - Lancia Cuore di Intento
- 露花刀 Lù Huā Dāo - Spadone di Rugiada di Nebbia
- 玉川劍 Yù Chuān Jiàn - Spada del Fiume di Giada
- 韋佗功 Wéi Tuó Gōng - meditazione permanente
- 太陽功 Tài Yáng Gōng - Meditazione solare
- 一杰混元功 Yī Jié Hún Yuán Gōng - Forza definitiva Primaria
- 先天座 Xiān Tiān Zuò - Meditazione Pre-Cielo
- 三盤推手 Sān Pán Tuī Shǒu - 3 Divisioni Spinta con le mani